# اينار دبليو سيسنر
اينار دبليو سيسنر (10 فبراير 1929 - 22 يونيو 2008) رجل أعمال نرويجي، كان المدير التنفيذي لشركة الفارما.
أسس جده شركة الصناعات الدوائية مختبرات ابوثكيرنس عام 1903. أخذ سيسنر رئاسة الشركة من ابيه، ويليام سيسنر. تأسست شركة مختبرات شقيقة لشركة مختبرات ابوثكيرنس في الولايات المتحدة الأمريكية عام 1975، أُدرجت في لائحة البورصة الأمريكية عام 1984. أُدرجت مختبرات ابوثكيرنس في بورصة نيويورك عام 1989. دُمجت الشركات معا، وتغير اسمهم إلى الفارما، في عام 1994. تقاعد سيسنر من منصب المدير التنفيذي في عام 2000؛ من عام 2000 إلى عام 2006 شغل سيسنر منصب رئيس مجلس الإدارة.
كان سيسنر نشطًا في رياضة الإبحار، كان يبحر احيانًا على قارب ملك النرويج هارلد ڨي. قاربه الشراعي الخاص كان يُسمى «الكابون».
بعد عمر يناهز ٧٩ عام توفي سيسنر في مستشفى جامعة اوليفول.